# 이환 (1979년)
이환(1979년 9월 15일 ~ )은 대한민국의 배우이다.

## 출연작

### 연극
- 로미오와 줄리엣(로미오 역)

### 영화
- 똥개 (Mutt Boy, 2003, 유치장 경찰 역)
- 듀얼 인 부산(2004, 폭주족 역)
- 실종자[들](Missing People, 2005, 제휘 역)
- 내 생애 가장 아름다운 일주일(All For Love, 2005, 소매치기 역[우정출연])
- 태풍(Typhoon, 2005, 러시아 요원 역)
- 격투기 고등학교(2007, 조연)
- 첫눈 (初雪の戀: Virgin Snow, 2007, 김도현 역)
- 서양골동양과자점 앤티크 (Antique, 2008, 기자2역)
- 키친 (The Naked Kitchen, 2009, 웨딩촬영 신랑 역[특별출연])
- 똥파리 (Breathless, 2009, 영재 역)
- 너와 나의 21세기 (Our Fantastic 21st Century, 2009, 재범 역)
- 캐릭터 (Characters, 2011, 모재원 역)
- 암살 (Assassination 2015, 세광 역)
- 밀정 (The Age of Shadows, 2016, 박대이 역)
- 자물쇠 따는 방법 (How to pick a lock, 2016, 삼촌 역)
- 어른들은 몰라요 (Young Adult Matters, 2020, 재필 역)

### 드라마
- 환상여행(여객선 하데스)
- 주몽(상천역)

### CF
- 써지오 바렌테 지면
- 나이키 쇼케이스 홍보 동영상

## 연출작

### 영화
- 지랄 (Bull Shit, 2011, 각본, 연출, 주연)
- 집 (2013, 연출)
- 박화영 (2017, 각본, 연출)
- 어른들은 몰라요 (2020, 각본, 연출, 출연)